# Reforming catalitico
Nell'ambito dell'industria petrolchimica, il reforming catalitico è un processo utilizzato per aumentare il numero di ottano di una miscela idrocarburica.

## Reazioni principali e aspetti termodinamici
Le principali reazioni chimiche che avvengono durante il processo di reforming catalitico sono:
- isomerizzazione di alcani;[1]
- deidrogenazione di cicloesani (cicloesano e suoi derivati) per ottenere idrocarburi aromatici;[1]
- isomerizzazione e deidrogenazione di alchiciclopentani;[1]
- deidrociclizzazione di alcani.[1]

Un esempio di reazione chimica che può avvenire durante il reforming catalitico è la seguente:
CmH2m+2 + CnH2n+2 ⇄ Cm+nH2(m+n)+2 + H2
La reazione si applica anche ad idrocarburi non paraffinici; inoltre, catalizzatori particolari possono consentire reazioni più complesse.
La reazione produce idrogeno molecolare, e ci si deve quindi aspettare che la reazione sia favorita dalle basse pressioni. In realtà, però, il processo avviene a pressioni abbastanza elevate (30 bar), dato che a basse pressioni la reazione porta alla formazione e deposizione di carbon coke che disattiva il catalizzatore. Parte dell'idrogeno prodotto viene utilizzato per altri processi (idrocracking e desolforazione del petrolio), mentre una parte di esso viene riciclata per mantenere costante la pressione di idrogeno e deprimere quindi la reazione di deposizione di coke.
La presenza di idrogeno e l'elevata temperatura rende possibili delle reazioni secondarie di hydrocracking. Il prodotto finale contiene dunque una certa quantità di GPL che deve essere allontanato dalla benzina.
{\displaystyle {\ce {C6H14 + H2 <=> 2 C3H8}}}
Le reazioni di reforming sono fortemente endotermiche.

## Catalizzatore
Durante la seconda guerra mondiale il metilcicloesano veniva convertito in toluene su catalizzatori a base di molibdeno e alluminio sotto forma di ossidi. Tale processo era però limitato dalla notevole quantità di coke che veniva prodotta. Nel 1950, la Universal Oil Products compie un notevole passo avanti sviluppando un catalizzatore di platino su supporto acido. Il catalizzatore funziona per 6-12 mesi, e viene quindi rigenerato per accurata ossidazione del coke depositato mediante aria diluita, per evitare esplosioni. Il processo della UOP viene chiamato "platforming", ma viene abbandonato a causa del notevole costo del catalizzatore e dalla facilità con cui anche piccole quantità di basi di Lewis (vedi Teoria acido-base di Lewis), contenenti in particolare azoto e soprattutto zolfo possono avvelenare il catalizzatore. Un progresso fondamentale viene fatto dalla Chevron, che sviluppa un catalizzatore bimetallico a base di platino e di renio. L'incredibile impatto avuto dal processo rheniforming comporta un aumento esponenziale della produzione di carburanti per mezzo del processo di reforming: se all'inizio degli anni '50 del XX secolo il 2% della benzina USA proveniva da un impianto di reforming, alla fine degli anni '50 tale percentuale era salita al 30%.
Attualmente i catalizzatori impiegati sono bi-funzionali e contengono platino (0,25÷0,4%) e rodio (0÷0,25%) per catalizzare le reazioni di deidrogenazione ed allumina per catalizzare le reazioni di isomerizzazione.

## Schema di impianto
Un impianto di reforming è usualmente composto di 3 o 4 reattori a letto fisso posti in serie, tutti preceduti da una camera di riscaldamento posta a soddisfare le elevate temperature richieste dalla reazione. L'uscita dell'ultimo reattore la corrente viene raffreddata ed immessa in un separatore a pressione inferiore (3-4 bar) dove l'idrogeno che si è formato si allontana. La frazione liquida, che esce dal fondo del separatore, viene inviata ad una colonna di stabilizzazione della benzina "riformata" dove viene separato il GPL (prodotto secondario) dalla benzina vera e propria.
La benzina (virgin naphta) che alimenta il processo deve essere accuratamente depurata dallo zolfo e dall'azoto mediante desolforazione per evitare avvelenamento del catalizzatore.

Schema di un impianto per il reforming catalitico